# Goldsprint

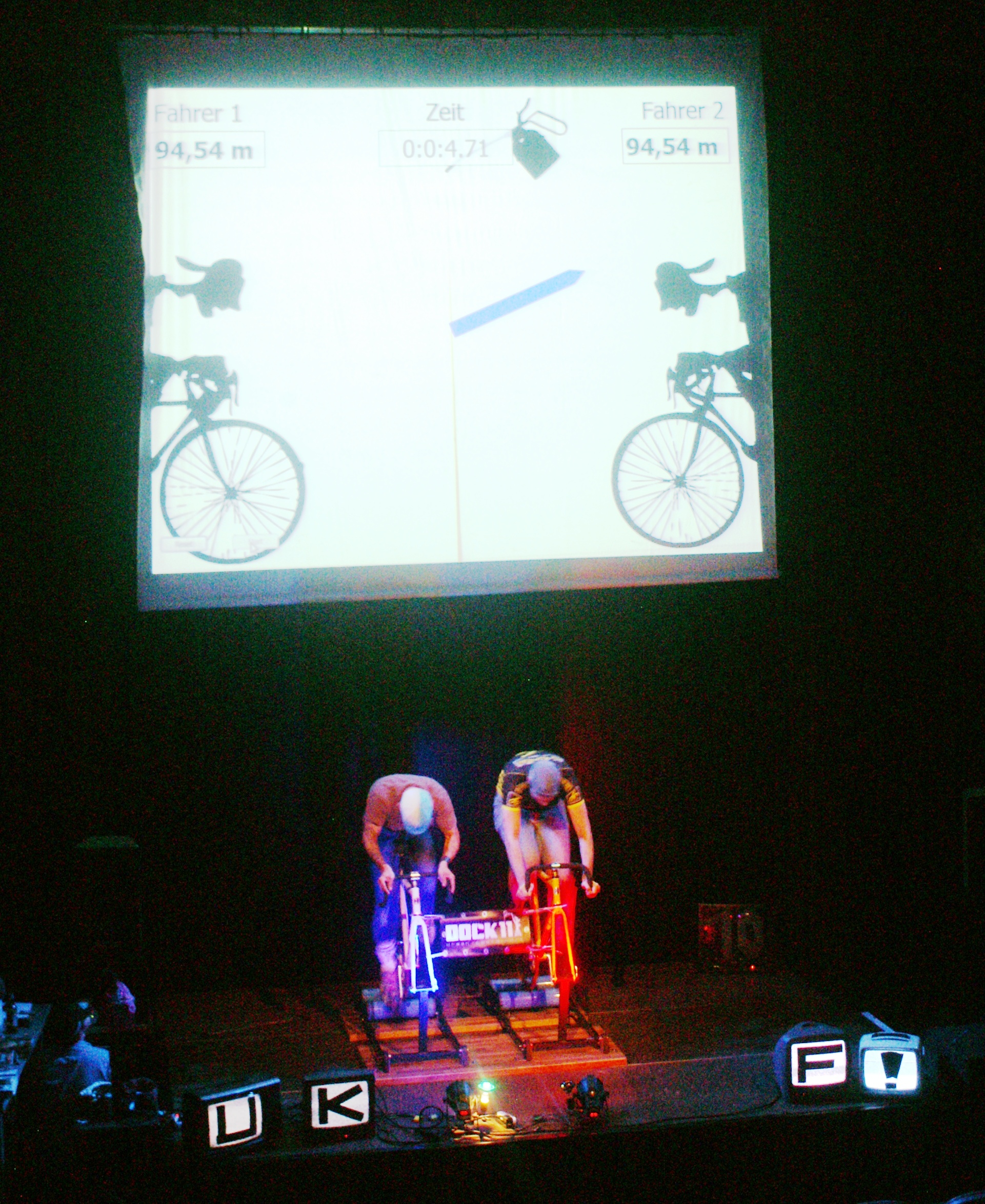
Goldsprint-esemény a Nemzetközi Kerékpáros Fesztiválon, Németország, 2012. október

A Goldsprint egyszerre kerékpáros görgőverseny és közösségi esemény. A versenyzők rögzített kerékpárokon versenyeznek egymás ellen a nézőközönség előtt.
Míg a kerékpáros görgőverseny története nagyjából a kerékpározás kezdetére vezethető vissza, a Goldsprint mai modern megjelenése a bringásfutár-kultúrából eredeztethető. Újkori megjelenése az 1999-ben megrendezésre kerülő futár-világbajnoksághoz köthető. Az elnevezés onnan született, hogy az esemény szervezője Adrien Weber volt, aki mindamellett, hogy a kerékpározás szerelmese, egy sörfőzde tulajdonosa is, és az ő saját sörmárkája volt a Gold-Sprint.
Ellentétben a tradicionális kerékpáros görgőversenyekkel, ahol a versenyzőknek egyensúlyozniuk kell a szabadgörgőkön, a Goldsprint esetében a kerékpárok rögzítve vannak, így nem kell a versenyzőknek az egyensúly miatt aggódniuk, csakis arra kell koncentrálniuk, hogy olyan gyorsan pedálozzanak, amilyen gyorsan csak tudnak. Ennek köszönhetően a régmúlt kerékpáros görgőversenyek életérzése a Goldsprint által mindenki számára kipróbálható.
A versenytáv általában 500 méter szokott lenni.

## A Goldsprint rendszerek változatai

### Elektronikus
- Nagy tömeg előtt alkalmazható, digitális projektorral vagy kivetítővel, grafikus formában szemléltetik a versengést.
- Az elektronikus mérőeszközök által közvetített jeleket a számítógép feldolgozza, és kivetítő segítségével mindenki számára érthetően szemlélteti a verseny alakulását.
- Kompakt és könnyen szállítható.
- Költséghatékony. Gazdaságosabb és időtakarékosabb, mint a mechanikus szerkezet kialakítása és fenntartása.
- Könnyen változtatható, fejleszthető. A szoftver könnyedebben alakítható és testre szabható.

### Mechanikus
- Fix elhelyezésű, esetenként társulhat pillanatnyi időméréssel, nagy előnye, hogy működtetése áramforrástól független.
- A működése mechanikus, mely csengőkkel, csigákkal és fizikai órával szemléltethető vagy egyéb terepasztalszerű megoldásokkal.
- Általában méretei nagyok, a szerkezet nehézkes, de egyszerűségében nagyszerű. Sajnos a mérése sokszor csúszik és pontatlan.

## Mérőeszközök

### Mechanikus mérőeszközök
A mechanikus rendszerek lényege, hogy a görgők fizikai mozgása hajt meg egy óramutatót, a megfelelő áttétekkel. Ennek a mutatónak az álláspontja jelzi a versenyzők által megtett távolságot. Az ilyen rendszer előnye, hogy, megbízható megoldást nyújt a távolság mérésére. Hátránya, hogy sokkal költségesebb, nagyobb, helyhez kötött. Nincs megoldva a sebesség és az idő mérése. Adatok nem nyerhetők ki a versenyből, kétes esetben akár a győztes meghatározása is problémához vezethet.

### Elektronikus mérőeszközök
A ma már sokkal elterjedtebb elektronikai mérőeszközök jellemzően szoftveres támogatással működnek. A megoldások alapja egy fordulatszám mérésére szolgáló érzékelő, amely lehet Hall-érzékelő, fénymegszakítás érzékelő vagy relé. A fizikai eszközök egy számítógéphez vagy mikrokontrollerhez vannak csatlakoztatva, amely feladata a nyers adatok feldolgozása és a fordulatszám alapján távolság, esetleg sebesség számolása. A nyers adatokhoz tartozik egy felhasználói felület a versenyek indítására és az adatok megjelenítésére. 
A verseny állapotának kijelzése legtöbbször a képernyő aljától a tetejéig haladó színes csíkokkal történik. A szoftveres mérés előnye a hordozhatóság és a gazdagabb felhasználói élmény. A hardver költsége sokkal olcsóbb, mint egy mechanikus rendszeré. A szoftver segítségével a legtöbb Goldsprint-mérés esetén felmerülő probléma lefedhető, mint a sebesség-, időmérés, versenykezelés, adatmegjelenítés. Hátránya ennek a megoldásnak, hogy exponenciálisan több hiba lehetőséget hordoz magában, és a program bonyolultságától függően a fejlesztés költségei nagyon magasak lehetnek.

## Eseményfajták
A versenyeknek nincs kötött rendje, de a leginkább bevált versenyforma szerint a selejtezőben a legjobb időt tekert versenyzők kerülnek be az egyenes kieséses szakaszba, ahol csak a legjobb maradhat a végén. Bizonyos versenyeken, így például a 2015. évi melbourne-i futárvilágbajnokságon is a döntő futamban versenyzőknek 1000 méter volt a versenytáv.

## Magyar sikerek

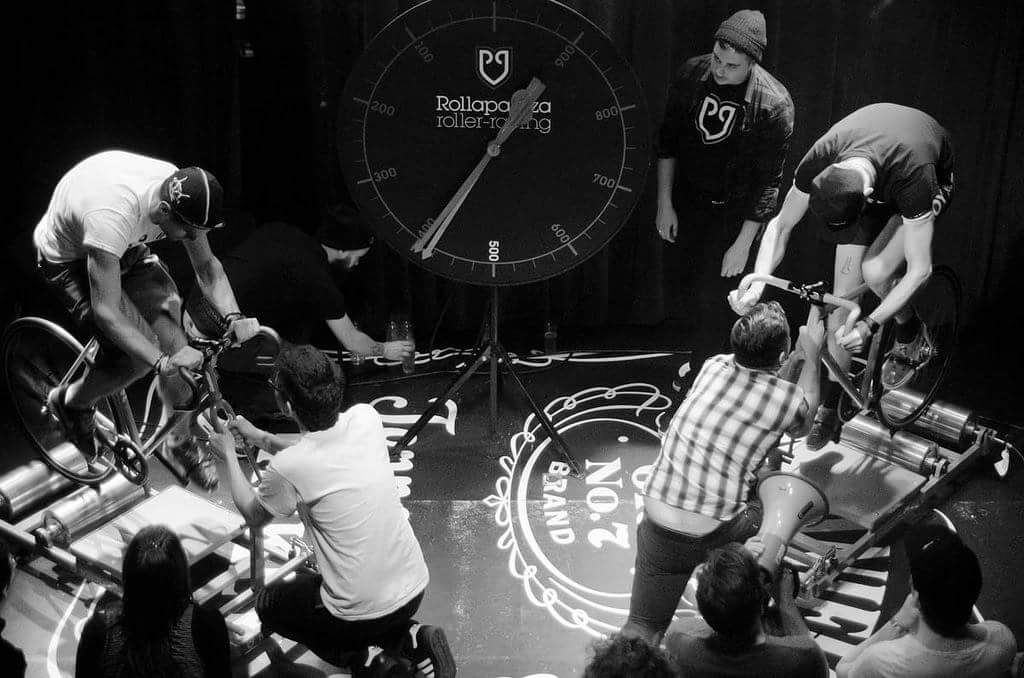
Porcsin Levente

Magyar érintettsége is van a sportágnak. Újkori megjelenéséhez hozzátartozik, hogy a nemzetközi kerékpáros futárversenyek keretében évenként megrendezésre kerülő futár-világbajnokságokon is szerepel a Goldsprint.
2011-ben Varsóban Németh Anna Gréta a női kategóriát, míg Porcsin Levente a férfi kategóriát nyerte meg. Porcsin Levente továbbá a 2013-as lausanne-i, a 2015-ös melbourne-i és a 2016-os párizsi világbajnokságot is megnyerte.

## Marketingeszköz
Köszönhetően a szerkezet kis méretének, és annak, hogy könnyű szórakozást jelent akár nagy létszámú közönségeknek is, a Goldsprintet előszeretettel alkalmazzák csapatépítő eseményeken, valamint márkák, cégek népszerűsítéséhez.